# 吉村勉
吉村 勉（よしむら つとむ、1966年 - ）は、日本の電気・電子工学者。大阪工業大学工学部電気電子システム工学科教授。工学博士。電子情報通信学会電子通信エネルギー技術研究専門委員会2021専門委員。福井県生まれ。
専門は、電気・電子回路設計（LSI、FPGAなど）・位相同期回路（PLL、CMOS、VCO、高周波クロックなど）、半導体工学、電子デバイス。

## 経歴
1989年東京大学教養学部基礎科学第一学科卒業。1991年東京大学大学院理学系研究科相関理化学専攻修士課程修了。三菱電機LSI研究所にて、通信用LSIのインタフェース回路の設計・開発に従事。2005年広島大学より半導体集積科学で工学博士の学位を取得。2007年大阪工業大学工学部電気電子システム工学科に着任。2016年より同学科教授。2022年同学科長。
主な所属学会は、電気学会、IEEE、電子情報通信学会。主な受賞は、IEEE Circuits and Systems Society Darlington Best Paper Award(2007)。
主な著書は「基礎電気回路 第2版」（共著、森北出版2010/新装版2017、学術書）。

## 主な研究
- 相互注入位相同期回路の開発 - 特許[7]
- 自己注入位相同期回路の開発 - 特許[8][9]
- エナジーハーベスティング向けDC-DCコンバータの開発
- PLL回路における外部および自己インジェクションのジッタ比較
- LC-VCOとリング型VCOのノイズ感度の比較および解析
- RFパルス幅変調を用いたデジタル送信機のFPGA実装

1. ↑  『基礎電気回路』著者紹介
2. ↑  https://www.ieice.org/cs/ee/jpn/committee-j.html
3. ↑  https://www.oit.ac.jp/laboratory/room/39
4. ↑  http://www.oit.ac.jp/japanese/voice/eng/detail.php?id=201910001
5. ↑  https://ieeexplore.ieee.org/author/37085376348
6. ↑  https://www.kinokuniya.co.jp/f/dsg-01-9784627732933
7. ↑  https://ipforce.jp/patent-jp-A-2020-17931
8. ↑  https://www.fujikin.co.jp/csr/stp/sou/pdf/18010002_JPB0006513535.pdf
9. ↑  https://shingi.jst.go.jp/list/list_2016/2016_10kansai.html#20170302X-004